# Баксайський сільський округ
Бакса́йський сільський округ (каз. Бақсай ауылдық округі, рос. Баксайский сельский округ) — адміністративна одиниця у складі Махабетського району Атирауської області Казахстану. Адміністративний центр — село Тандай.
Населення — 2189 осіб (2021; 2412 у 2009, 2639 у 1999, 2359 у 1989).
Станом на 1989 рік існувала Баксайська сільська рада (села Єсмахан, Коздікара, Мартиші, Тандай, Томан).

## Склад
До складу округу входять такі населені пункти:
| Населений пункт | Колишні назви | Населення, осіб (1989) | Населення, осіб (1999) | Населення, осіб (2009) | Населення, осіб (2021) |
| --------------- | ------------- | ---------------------- | ---------------------- | ---------------------- | ---------------------- |
| Єсмахан, село   | -             | 79                     | 170                    | 200                    | 107                    |
| Коздікора, село | Коздікара     | 260                    | 241                    | 185                    | 81                     |
| Мартиші, село   | -             | 119                    | -                      | -                      | -                      |
| Тандай, село    | -             | 1789                   | 2086                   | 1913                   | 1943                   |
| Томан, село     | -             | 112                    | 142                    | 114                    | 58                     |